# Pierre Nicolas (dessinateur)
Ne doit pas être confondu avec Pierre Nicolas.
Pierre Nicolas est un dessinateur de bande dessinée français né le 22 juillet 1929 à Paris et mort le 18 avril 2021 à La Colle-sur-Loup, surtout connu pour avoir illustré de 1952 à 1978 la très longue série historique Mickey à travers les siècles dans l'hebdomadaire Le Journal de Mickey, dont il était chargé de la maquette, des couleurs, des couvertures, etc. en tant que chef de studio.